# Chrysolina bergeali
Chrysolina bergeali es un coleóptero de la familia Chrysomelidae.
Fue descrita científicamente en 2004 por Bourdonne.